# 신도거병
신도거병(申屠去病, ? ~ 기원전 121년)은 전한 중기의 제후로, 양국 사람이다. 승상 신도가의 손자이다.

## 행적
경제 전6년(기원전 151년), 아버지 신도멸의 뒤를 이어 고안후(故安侯)에 봉해졌다.
고안후 거병 31년(기원전 121년)에 죽었다. 작위는 폐지되었고, 아들 신도유는 청안후(淸安侯)로 전봉되었다.
신도거병은 사기 장승상열전에서만 존재가 확인되는 인물로, 사기 혜경간후자연표·한서 고혜고후문공신표 등 이외의 사료에서는 모두 누락되어 있다. 이에 대하여 서광(徐廣)은 사기의 어떤 판본에서는 신도거병이 누락됨과 동시에 신도멸의 재위 기간이 33년, 즉 신도거병의 재위 기간과 합산된 채로 기록되어 있음을 주해하였고, 실제로 한서 고혜고후문공신표에서는 이를 답습하여 신도거병이 누락됨과 동시에 신도공(신도멸)의 재위 기간이 신도거병의 것과 합산되어 있으며, 신도유가 신도가의 손자라고 기록되어 있다.

## 출전
- 사마천, 《사기》 권96 장승상열전

| 선대 아버지 고안공후 신도멸 | 전한의 고안후 기원전 151년 ~ 기원전 121년 | 후대 (봉국 폐지) |